# Otse
Otse é uma vila localizada no Distrito Sudeste em Botswana. Possuía, em 2011, uma população estimada de 7 661 habitantes.